# Божидар Станишић (лекар)
Божидар Станишић (Стрелац, 16. август 1927 — Београд, 20. јул 2011) био је српски лекар педијатар. У београдском насељу Умка, где је радио до пензионисања, остао је запамћен као легендарни Доктор Божа. У Дому здравља на Умци 9. децембра 2011. откривена је спомен-плоча у знак сећања на др. Божидара Станишића.

## Детињство и младост
Божидар Станишић рођен је у селу Стрелац у подножју Старе Планине, као једно од дванаесторо деце у сиромашној породици Гаврила и Косаре Станишић. Отац му се бавио ћурчијским занатом. Мајка му је умрла од тетануса са непуних 45 година, а отац са непуних 55 од срчаног удара. Смрт мајке био је пресудан моменат у избору будућег занимања младог Божидара.
Основну школу Божидар завршава у Стрелцу као одличан ђак, после чега га отац шаље у Пирот да се школује за свештеника. Међутим, Божидара свештенички позив не привлачи и он се, на препоруку бившег учитеља, запошљава као слуга код учитељевог пријатеља у Пироту, што му омогућава да настави школовање у гимназији.

## Други светски рат
Одмах по избијању Другог светског рата, 1941. године, четрнаестогодишњи Божидар приступа илегалном комунистичком покрету, а потом одлази у партизане, где је распоређен у бомбашки одред. Ослобођење је дочекао као једини преживели бомбаш у свом одреду. Са 19 година стиче чин потпоручника. После рата у резервном војном саставу, напредовао је до чина резервног војног капетана.

## Студије медицине
После рата постаје стипендиста Титовог фонда и наставља прекинуто школовање, завршавајући по више разреда гимназије у једној години. Медицински факултет у Београду уписао 1949. године, а дипломирао је у рекордном року, 16. децембра 1954. године.

## Породица
Током студија Божидар је упознао студенткињу књижевности Лепицу, са којом 10. августа 1952. године склапа брак. Већ следеће године добили су сина Драгана.

## Радна биографија
Одмах по завршетку студија др Божидару Станишићу понуђено је место асистента на предмету Анатомија, што је одбио јер су плате асистената биле мале, а Божидар је већ имао породицу. Одлучио се за рад у пракси. Већ 1. јануара 1955. године примљен је на лекарски стаж у Дом народног здравља у Петровцу на Млави. Од 1956. до 1960. радио је у Здравственој станици у Рашанцу. После Рашанца одлази на службу у Пожаревац, где је до 1964. радио у Општој болници „Др Воја Дулић“ и истовремено предавао у средњој медицинској школи. Године 1964. положио је специјалистички испит из педијатрије и враћа се у Петровац на Млави, где до септембра 1970. ради као педијатар у Медицинском центру Петровац на Млави. Од 1. септембра 1970. године до пензионисања 1992. ради у Дому Здравља „Др Симо Милошевић“ Београд, амбуланта Умка.
Осим специјализације педијатрије др Божидар Станишић је почетком 60-тих година 20. века завршио и курс гинекологије, а како је специјалиста гинекологије у то време још било мало, радио је и као гинеколог - акушер.
Божидар Станишић је аутор или коаутор двадесетак стручних радова. Највећи број саопштен је на стручним састанцима педијатријске секције, конгресима и симпозијумима. За учешће у двадесетогодишњој студији о кардиоваскуларним обољењима у раковичком индустријском басену награђен је захвалницом Медицинског факултета. Године 1982. стекао је звање примаријуса.
Доктор Божа лечио је децу, одрасле, порађао жене, обављао акушерске интервенције, и хируршке захвате попут операције слепог црева, збрињавања рана, вађења страних тела; чак је вршио и обдукције. Код њега су долазили пацијенти из свих крајева Србије, али и из иностранства.

### Рад након пензионисања
По одласку у пензију, 1992. године. Божидар Станишић упутио је молбу Дому Здравља „Др Симо Милошевић“ да му се омогући да настави рад. Ова његова молба је одбијена. После тога је понудио да ради и волонтерски, само да му се додели ординација, што је такође одбијено. Министарству здравља је у том смислу упућена чак и петиција грађана са неколико хиљада потписа. И то је одбијено. Ипак, Доктор Божа наставио је да прегледа децу по кућама, а породица Пантић са Умке му је бесплатно уступила простор за амбуланту. Део дана проводио је у тој импровизованој ординацији, а део у школи за основно и средње образовање за децу ометену у развоју „Свети Сава“ на Умци, где је радио волонтерски.

## Крај живота
Божидар Станишић умро је у Београду, 20. јула 2011. године. Сахрањен је на гробљу Орловача у Београду.

## Награде и признања
Међу награда које је Божидар Станишић добио за свој рад налазе се награда Златни Хипократ и награда Матија Бан, коју додељује Општина Чукарица.
Доктор Божидар Станишић био је и почасни грађанин Умке, а након смрти, 9. децембра 2011. године у Дому здравља на Умци откривена је и спомен плоча у знак сећања на овог легендарног педијатра.